# Настаченко Леонід Федосійович
Настачéнко Леонід Федосійович (творчий псевдонім — Сол. Серпень; нар. 2 серпня 1949 року, с. Іванівка, Барвінківський р-н, Харківська обл., Україна) — український письменник, поет, художник, громадський і політичний діяч.

## Життєпис
Леонід Настаченко народився 2 серпня 1949 року в селі Іванівка Барвінківського району Харківської області.
1965 року закінчив Іванівську неповну середню школу, склав екзамени на вступ до Харківського технікуму телерадіозв'язку та був зарахований на навчання. Проте, за станом здоров'я, технікум згодом довелось залишити.
1967 року закінчив Барвінківську середню школу та вже 1968 року був рекрутований на військову службу, однак невдовзі його було комісовано.
У 1968 році вступив на навчання до Харківського педагогічного університету. Після закінчення навчання в університеті був направлений на роботу у Красноградський район Харківської області.
у 1975 року разом із сім'єю переїхав до міста Павлоград Дніпропетровської області. Працював у павлоградських школах, будівельному технікумі, де викладав фізику та математику.
Одружений з Вірою Федорівною Настаченко (до шлюбу Зінченко), вчителькою математики. Має двох доньок: Тетяну та Ганну.
Проживає у селі Морозівське Павлоградського району.

## Творчість

### Літературна творчість
Леонід Настаченко з дитячих років цікавився літературою та був надзвичайно працьовитим, а тому ще змалечку намагався писати свої перші рядки. Перші твори та вірші, які писалися в радянські часи не були опубліковані, все писалося «у шухляду».
Першу свою збірку віршів «Стерня» видав у 1997 році. Протягом наступних двадцяти років друком вийшли ще 8 книг.
Леонід Федосійович є організатором і учасником творчих та літературних вечорів.

## Громадська та політична діяльність
У 1989 році Леонід Настаченко був одним із засновників павлоградської міської громадської організації Шанувальників української мови, а також міської організації Народного Руху України. Певний час був очільником павлоградської міської організації Народного Руху України.
Двічі балотувався кандидатом у народні депутати: 1998 року до Верховної Ради України 3-го скликання від Народного Руху України та 2002 року до Верховної Ради України 4-го скликання від Блоку «Наша Україна».
1999 року відповідно до постанови Центральної виборчої комісії його було обрано довіреною особою кандидата у Президенти України Костенка Юрія Івановича від 36 виборчого округу.
Займався юридичною практикою на громадських засадах.
Все своє життя Леонід Настаченко намагається впровадити українську мову у всі сфери культурного й економічного життя Павлоградщини.
До 2017 року був активним учасником Громадської ради при Павлоградському міському виконавчому комітеті Павлоградської міської ради.